# Akonpohja
Akonpohja är en tätort (finska: taajama) i Parikkala kommun i landskapet Södra Karelen i Finland. Vid tätortsavgränsningen den 31 december 2021 hade Akonpohja 221 invånare och omfattade en landareal av 1,38 kvadratkilometer.